# Cyclamen cyprium
Cyclamen cyprium es una especie de planta herbácea perteneciente a la familia Primulaceae. 

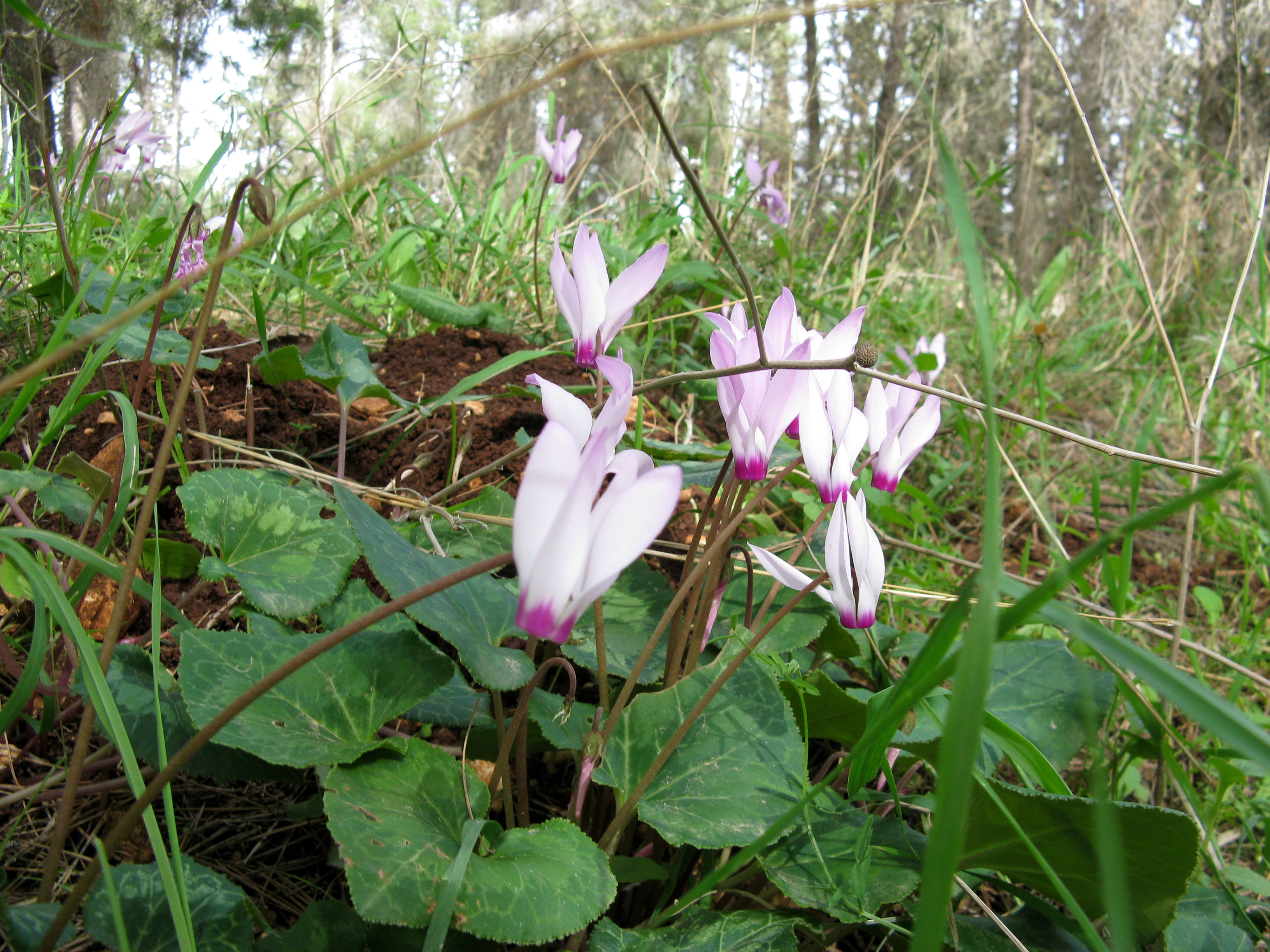
Vista de la planta en su hábitat

## Hábitat
Es endémico de la isla de Chipre y ha sido escogida para representar la flor nacional de ese país.
La planta crece en la sombra en terrenos calcáreos o rocas ígneas, laderas empinadas y por lo general bajo los árboles y arbustos a una altitud de 50 a 1200 m s. n. m. Florece de septiembre a enero, pero en ocasiones la floración se prolonga hasta marzo. Es la única endémica de las tres especies de los géneros Cyclamen que encontraron en Chipre, los otros son Cyclamen persicum, y Cyclamen graecum. Crece en la mayor parte de la isla con la excepción de la llanura Mesaoria.

## Descripción
Es una planta herbácea perenne, tuberosa que crece a partir del 7 m hasta un máximo de unos 15 cm de altura. Tiene hojas simples, en forma de corazón, carnosas, con pecíolos y los márgenes dentados. La parte baja de las hojas se caracterizan por un rico color púrpura o carmesí. Las flores son solitarias, se balancean en sus largos pedúnculos, el pétalo es 5-lobulado, de color blanco o rosa pálido, con una mancha en forma de M de color magenta en  la base de cada lóbulo. Las flores aparecen en otoño, por lo general un poco antes que las hojas.  Poco después de  una cápsula globosa aparece en cada pedículo.

## Taxonomía
Cyclamen cyprium fue descrita por Theodor Kotschy y publicado en Die Insel Cypern 295. 1865.
Etimología
Ver: Cyclamen
cyprium: epíteto geográfico que alude a su localización en Chipre.